# Phạm Dật
Phạm Dật (tiếng Trung: 范逸) là một vị vua của nước Lâm Ấp. Ông là vị vua cuối cùng của vương triều Lâm Ấp đầu tiên.

## Trị vì
Năm 284, nhà vua đã phái sứ giả Chăm đầu tiên đến triều đình Trung Quốc. Ông mất năm 336, và được Phạm Văn, tướng lĩnh của ông kế nhiệm. Phạm Duật đã lên ngôi sau một chiến dịch kéo dài do người tiền nhiệm Phạm Hùng dẫn đầu, người đã lãnh đạo các cuộc tấn công vào đất Giao Chỉ.